# هيكتور سانشيز
هيكتور سانشيز (بالإسبانية: Héctor Sánchez)‏ هو لاعب كرة قاعدة فنزويلي، ولد في 17 نوفمبر 1989 في ماراكاي في فنزويلا.

## وصلات خارجية
- هيكتور سانشيز على موقع دوري كرة القاعدة الرئيسي (الإنجليزية)
- هيكتور سانشيز على موقعبيزبول رفرنس.كوم (الدوري الرئيسي) (الإنجليزية)
- هيكتور سانشيز على موقعبيزبول رفرنس.كوم (الدوري الثانوي) (الإنجليزية)
- هيكتور سانشيز على موقع إي إس بي إن.كوم (أم.أل.بي) (الإنجليزية)
- هيكتور سانشيز على موقع مشجعي الرسوم البيانية (الإنجليزية)